# Calakmul
Koordinaten: 18° 6′ 20″ N, 89° 48′ 37″ W

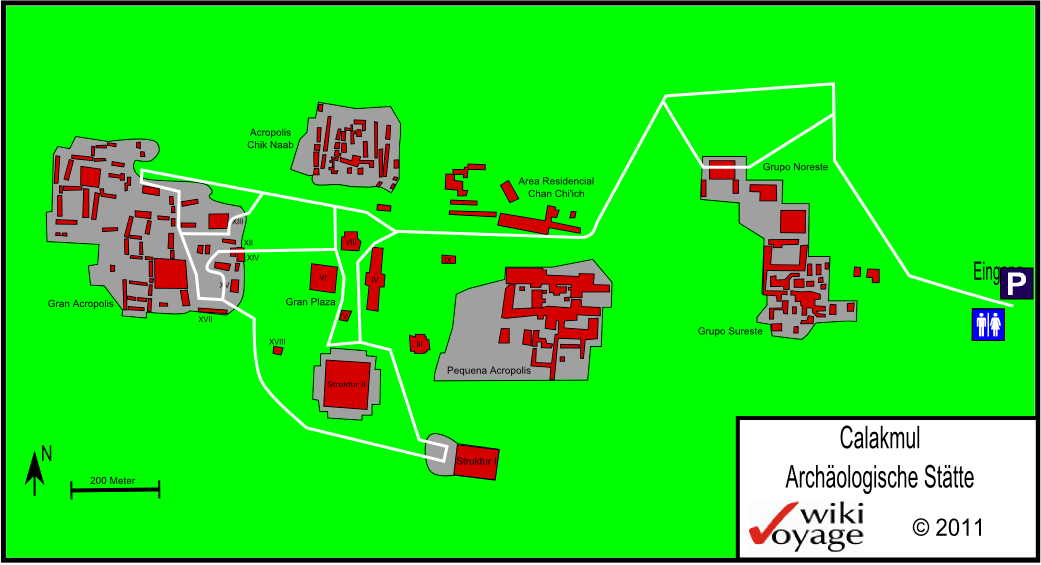
Plan von Calakmul

Calakmul (auch Kalakmul) war während der klassischen Periode eine mächtige Stadt der Maya. Zusammen mit El Mirador und Tikal ist Calakmul eine der größten jemals entdeckten Maya-Städte.
Am 30. März 2015 wurde die Gedenkstätte in das Internationale Register für Kulturgut unter Sonderschutz der Haager Konvention zum Schutz von Kulturgut bei bewaffneten Konflikten aufgenommen.

## Lage
Calakmul befindet sich rund 300 km südöstlich der Stadt Campeche (Mexiko) im gleichnamigen Bundesstaat. Von der östlich gelegenen Stadt Chetumal sind es nur etwa 235 km in südwestlicher Richtung.

## Aufbau
Calakmul erstreckte sich auf einer Fläche von ca. 30 Quadratkilometern und besaß über 100 Kolossalbauten; es sind insgesamt mehr als 5000 Gebäude bekannt. Das Zentrum der Anlage, die Gran Plaza, ist nach dem Konzept einer E-Gruppe angelegt. Dominierend sind hier vor allem die sogenannten „Strukturen“ I und II. Letztere besitzt eine Höhe von ca. 45 Meter. Insgesamt erheben sich drei Pyramiden über den Dschungel, Strukturen I, II und VII.
Der Großteil von Calakmul ist jedoch bisher weder ausgegraben noch eingehender erforscht worden. Über die Einwohnerzahlen lassen sich nur Spekulationen anstellen. Für den Stadtkern etwa wird eine Bevölkerung von etwa 50.000 Menschen angenommen. Aufgrund der Größe Calakmuls dürfte die Gesamtpopulation aber mit den Dimensionen der Metropolregion Tikals vergleichbar gewesen sein.

## Geschichte

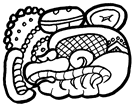
Emblemglyphe von Calakmul

Calakmuls historischer Name lautete „Kaan“, die Emblemglyphe stellt einen Schlangenkopf dar. Die wörtliche Übersetzung ist ebenfalls „Schlange“. Das Gebiet der Stadt Calakmul wurde bereits in der Präklassik besiedelt; aus dieser Zeit stammen auch die Fundamente der beiden Hauptpyramiden. Bedeutung erlangte die Stadt jedoch erst mit der Einführung der Königsherrschaft um 500 n. Chr. Calakmul stieg im 6. Jahrhundert rasch zur führenden Großmacht in der Region auf.
Bald darauf geriet Calakmul jedoch in Konflikt mit der zweiten Großmacht des südlichen Tieflands, der Stadt Tikal. Auslöser war die Einsetzung eines neuen Königs Aj Wosal im Jahr 546 in der eigentlich von Tikal kontrollierten Stadt Naranjo. Fünfzehn Jahre später geschah dasselbe im Ort Los Alacranes. Die Intervention Calakmuls in den Konflikt zwischen Tikal und seinem Vasallen Caracol zugunsten Caracols im Jahre 562 mündete schließlich in einem offenen Krieg. Tikal erlitt dabei eine schwere Niederlage, von der sich die Stadt über einhundert Jahre nicht erholte und nach der ein Marionettenkönig aus Calakmul installiert wurde. In den folgenden Jahren bauten die Herrscher von Calakmul ein regelrechtes Netz von Vasallenstaaten auf. Gleichzeitig unternahm man Überfälle auf mit Tikal verbündete Staaten. So musste das weit im Westen gelegene Palenque in den Jahren 599 und 612 zwei Überfälle erdulden, bei denen ein Großteil der Stadt zerstört sowie fast die gesamte politische Oberschicht getötet wurde.
Nach dem Tod von Aj Wosal von Naranjo versuchte sein Nachfolger, die Stadt aus der Hegemonie Calakmuls herauszulösen. Dem trat Calakmul im Jahr 631 energisch entgegen, indem es mit Hilfe von Caracol Naranjo überfiel und den regierenden Herrscher verschleppte. Fünf Jahre später wurde Yuknoom Ch'een II., genannt der Große, König von Calakmul. Er führte die Stadt auf den Höhepunkt ihrer Machtentfaltung.
Währenddessen hatte sich die Oberschicht von Tikal gespalten. Nach einem internen Machtkampf hatte sich derjenige Zweig der Herrscherfamilie durchgesetzt, der die Unabhängigkeit von Calakmul forderte, und verhalf Nuun U Jol Chaak auf den Thron. Ein anderer Teil der Herrscherfamilie floh 648 nach Dos Pilas und etablierte dort ein unabhängiges Königreich, das einerseits die Herrschaft über die Stadt Tikal, gleichzeitig aber den Schutz Calakmuls beanspruchte. Calakmul startete folglich einen Angriff auf das abtrünnige Tikal. Der von dort vertriebene König zettelte bei seiner Rückkehr einen erneuten Krieg an, der für Tikal jedoch nur die nochmalige Unterwerfung zum Ergebnis hatte.
Der Krieg gegen Tikal hatte die militärische und politische Macht Calakmuls aufgezeigt. Yuknoom zwang zahlreiche Städte unter die Herrschaft von Calakmul, teils durch Krieg, teils aber auch durch Diplomatie, wie im Falle von Naranjo. Beim Tod von Yuknoom im Jahr 686 war Tikal politisch wie militärisch praktisch vollkommen isoliert, aber nicht besiegt. Dennoch war die indirekte Herrschaft über andere Städte zugleich die größte Schwäche Calakmuls. Im Jahre 695 wurde der damalige Herrscher Yuknoom Yich’aak K’ak’, der Sohn von Yuknoom dem Großen, in einer Schlacht in der Nähe von Calakmul entscheidend geschlagen und Calakmul vermutlich von Tikal zeitweise besetzt. Ab diesem Zeitpunkt beginnt auch der Niedergang der Stadt. Systematisch besiegte Tikal nun einen Vasallen Calakmuls nach dem anderen und zwang die Stadt somit nach und nach in die politische Bedeutungslosigkeit, was die seltener werdenden Erwähnungen Calakmuls in Texten anderer Städte belegen. Zwischen 733 und 736 wurde Calakmul von Tikal erneut direkt angegriffen, infolgedessen wurde wahrscheinlich Calakmuls König Yoknoom Took Ka'will gefangen genommen.
Die letzte Inschrift mit einem Kalenderdatum in Calakmul selbst datiert auf den 20. Januar 909 , doch wird vermutet, dass die Stadt noch einige Zeit länger besiedelt war, worauf einige grob bearbeitete kleine Stelen hinweisen.

## Forschung

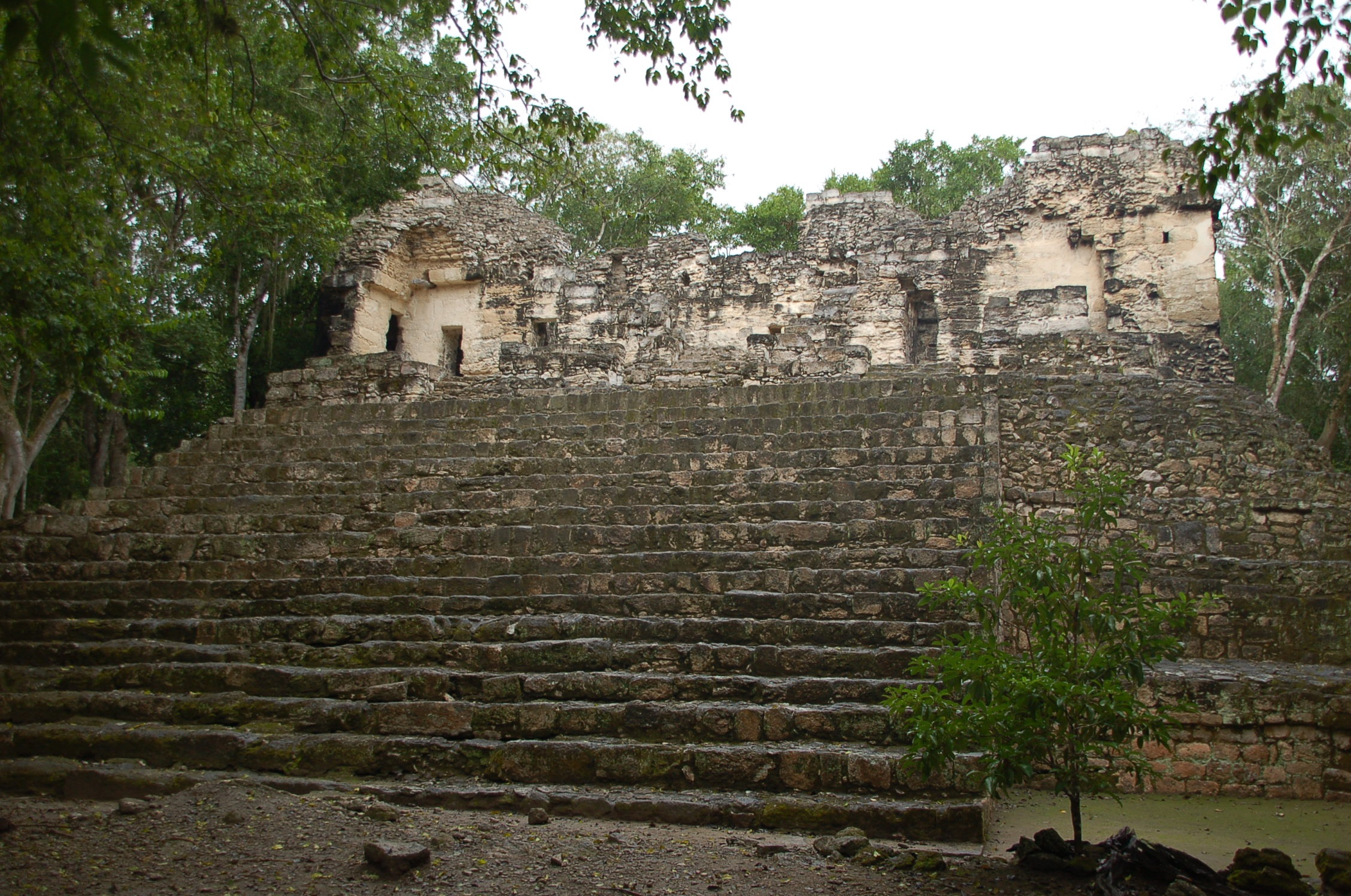
Struktur 3

Im Jahre 1931 wurde die in alten Texten oftmals als „Kaan“ oder „Königreich der Schlange“ bezeichnete Stadt durch den Amerikaner Cyrus L. Lundell wiederentdeckt. Sylvanus Griswold Morley studierte im folgenden Jahr die damals bekannten Inschriften. Der erste wissenschaftliche Bericht stammt von Karl Ruppert und John H. Denison, Jr. Viele der 117 entdeckten Stelen sind heute kaum noch entzifferbar, da der verwendete Kalkstein eine relativ geringe Qualität besaß. Eine nicht geringe Anzahl von Stelen wurde vor Beginn der modernen Forschungen von Schatzsuchern abtransportiert und illegal auf dem internationalen Kunstmarkt verkauft. Seit den 1980er Jahren arbeitet ein mexikanisches Projekt unter William Folan in Calakmul, später ergänzt durch ein weiteres unter Ramón Carrasco Vasgas vom Instituto Nacional de Antropología e Historia (INAH). 
1997 wurde die Grabkammer von König Yuknoom Yich’aak K’ak’ in Struktur 2 gefunden. 
In der nördlich gelegenen Chiik-Naab-Ruine wurden 2005 (Bekanntgabe 2009) prächtig erhaltene Wandgemälde in Form von Bilderfriesen entdeckt, die ungewöhnlicherweise das vielfältige Leben der einfachen Bevölkerung darstellen. Damit ist diese im noch unerforschten Nordteil der Stadt im Dschungel befindliche Ruine von einzigartiger Bedeutung für das Studium des Lebens der Maya. In mehr als 40 Szenen beleuchten die Fresken im Innern der Pyramide alltägliche Vorgänge (Speisen aus Mais zubereiten und verzehren, Töpferwaren anbieten, mit Seilen hantieren, Lasten tragen), jeweils versehen mit einer Hieroglyphe zur Tätigkeit. Die Bilder sind der Öffentlichkeit nicht zugänglich; originalgetreue Kopien sind im Museum im Eingangsbereich sichtbar.

## Bilder

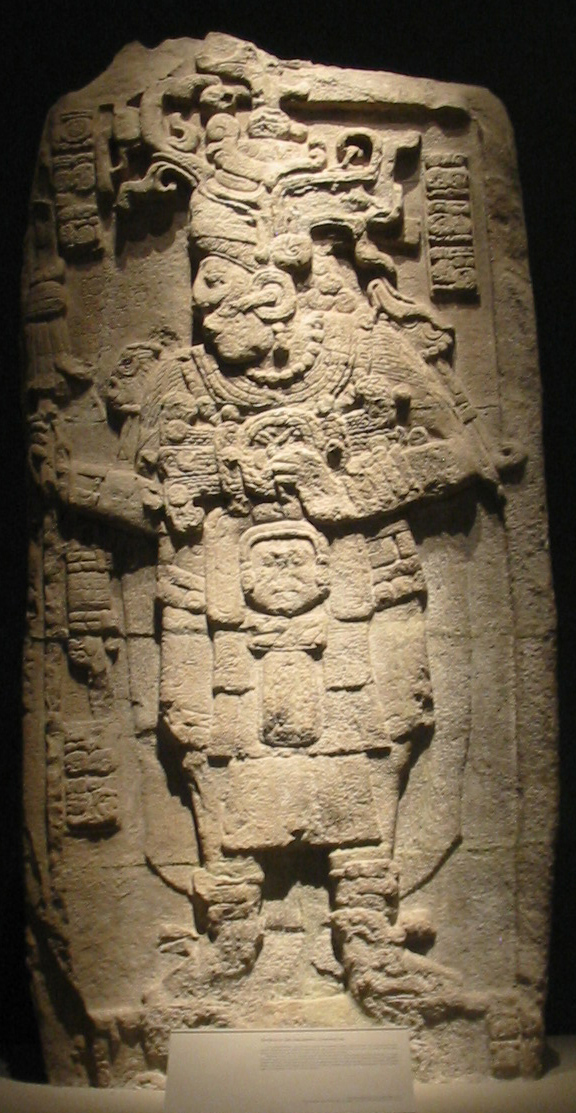
Stele von König Yoknoom Took Ka'will (731)
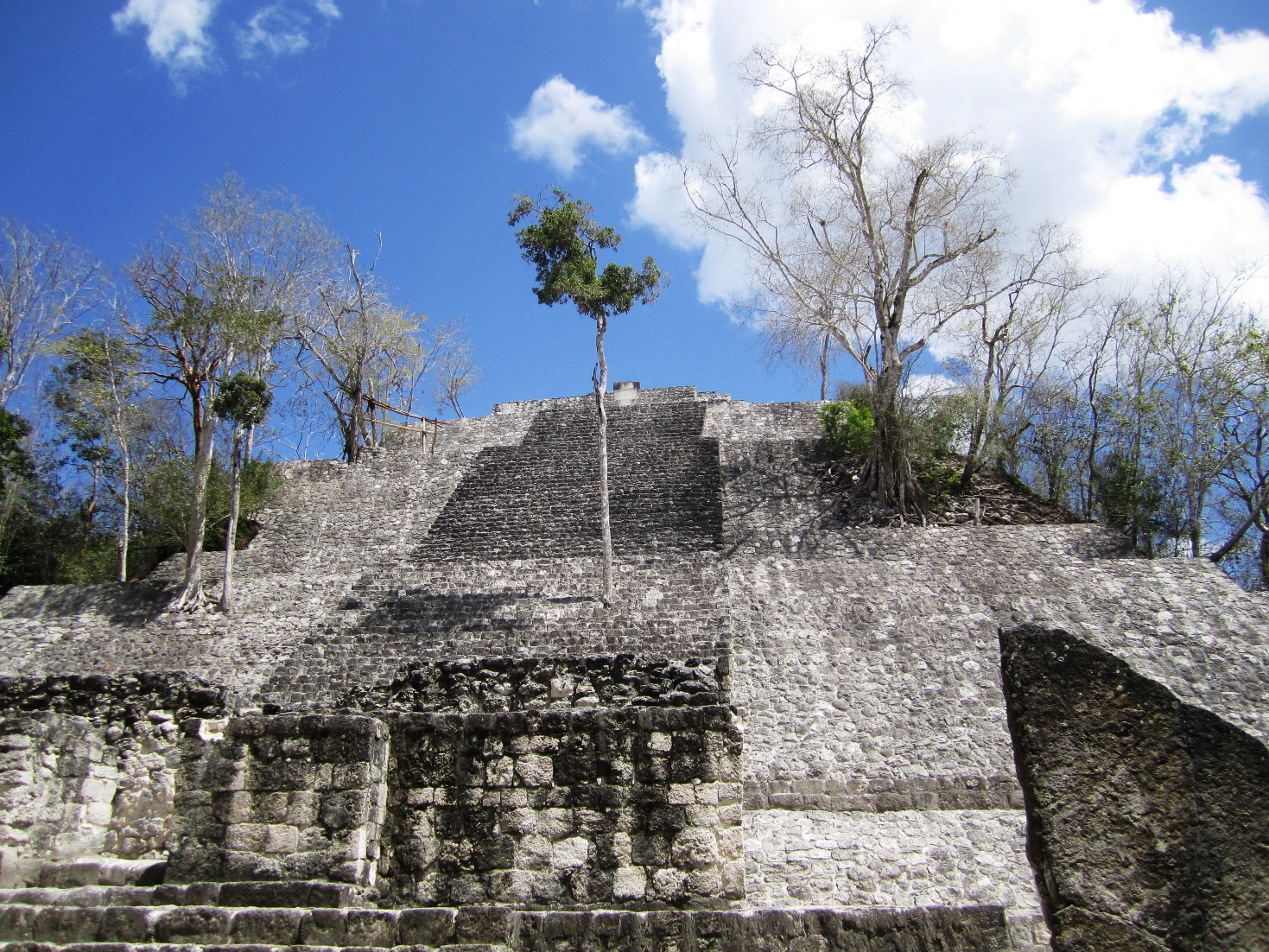
Struktur I
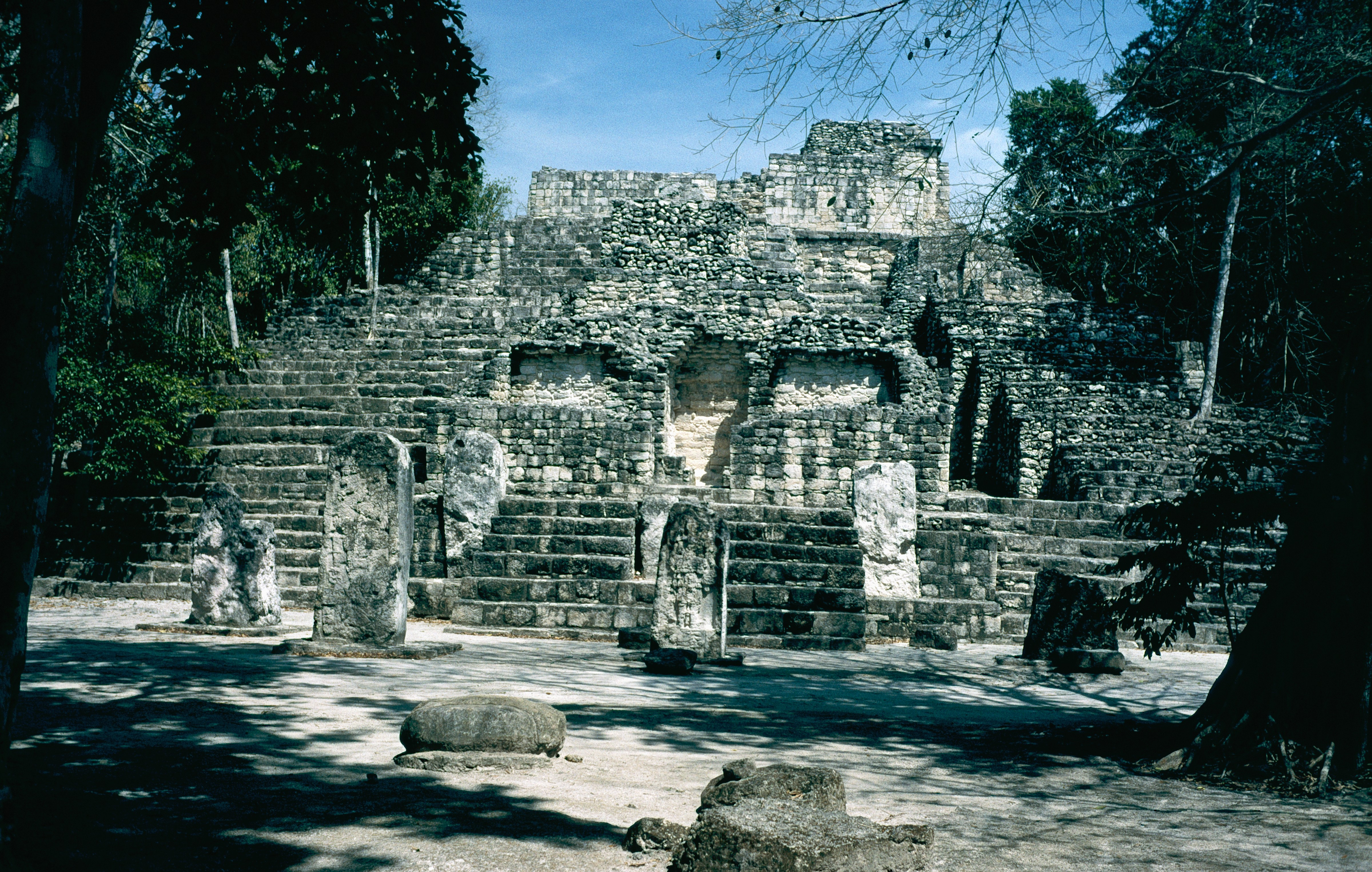
Gebäude IV
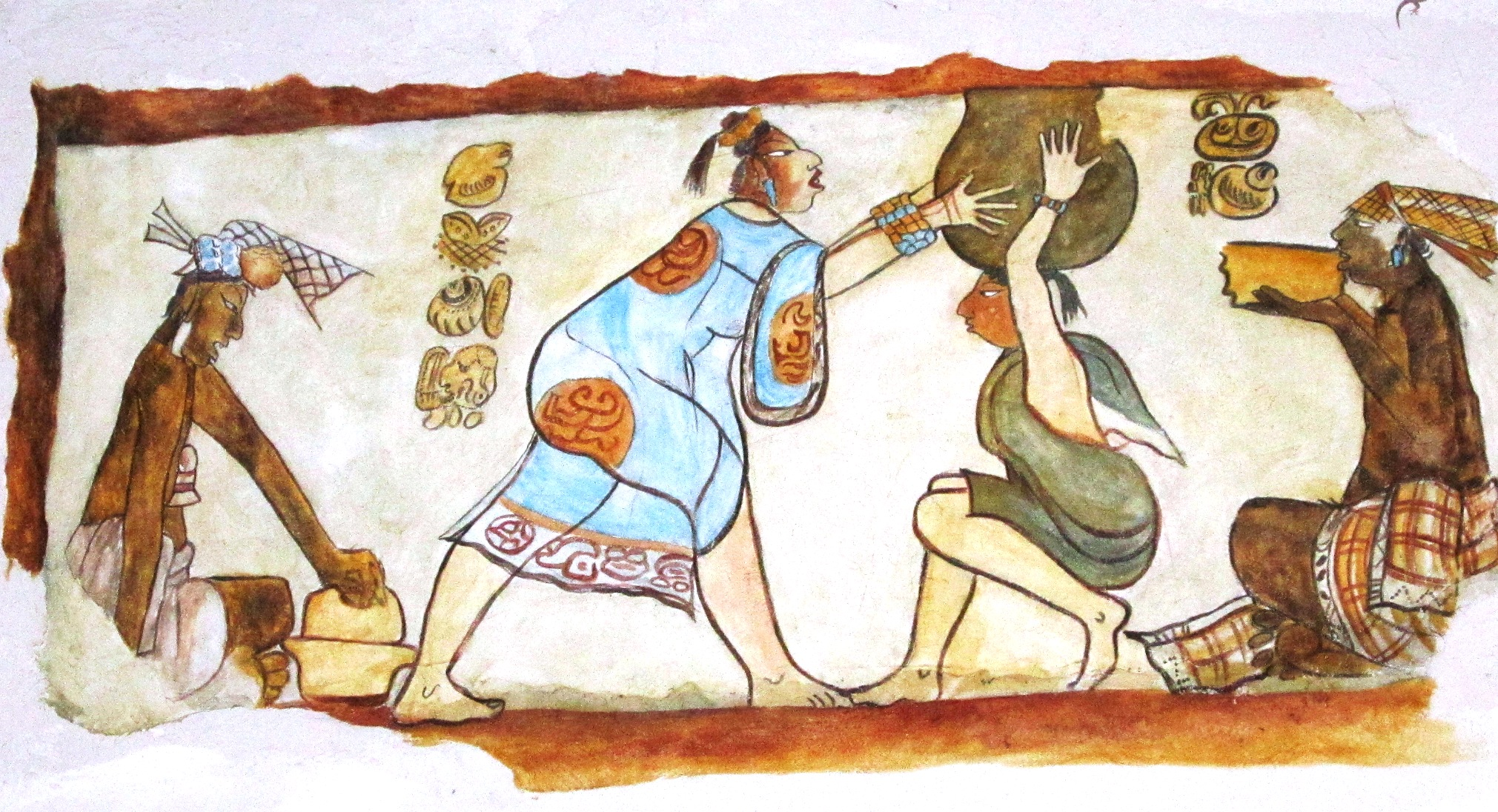
Ausschnitt aus Wandmalerei in Struktur Sub 1–4 der Chiik Naab Ruine
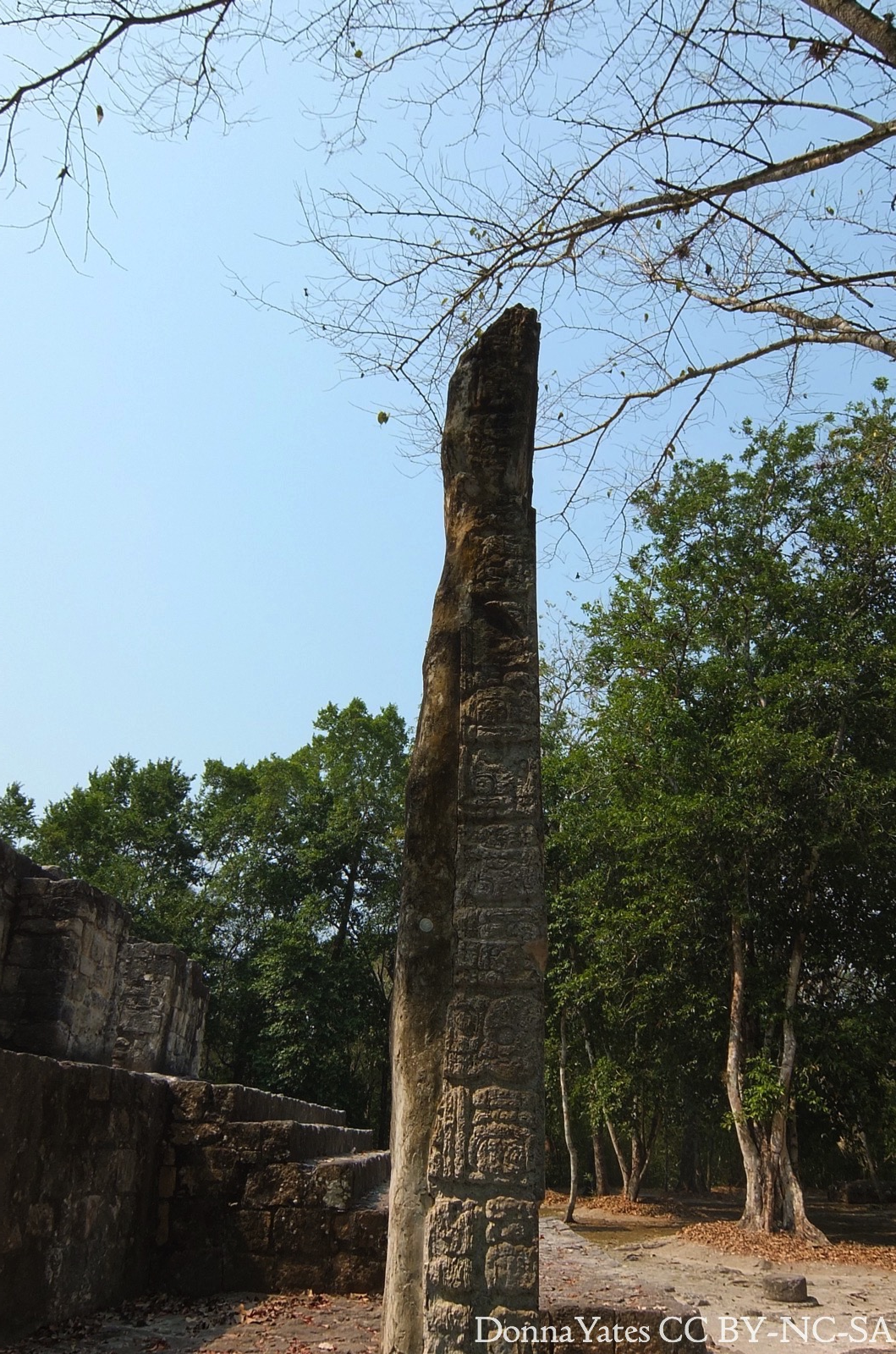
Beschädigte Stele mit Glyphen
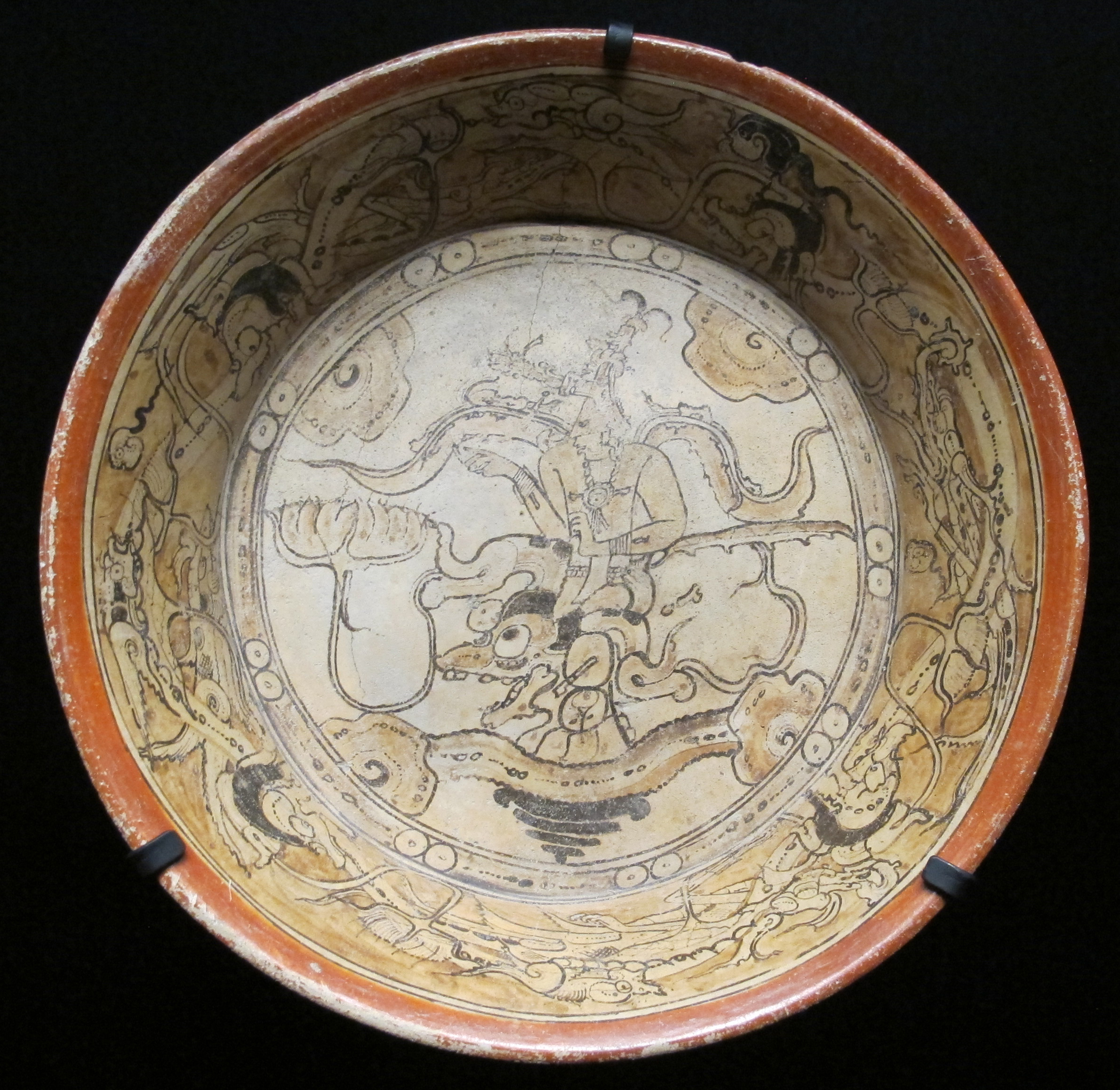
Bemalte Schale (um 700)